# 살라미스 해전 (기원전 306년)
살라미스 해전(Battle of Salamis)은 기원전 306년에 키프로스의 살라미스(페르시아 전쟁의 살라미스 해전이 벌어졌던 살라미스와는 다른 위치) 앞바다에서 벌어진 디아도코이 전쟁의 해전이다. 프톨레마이오스 1세와 데메트리오스 1세가 싸웠다.

## 배경
당시 키프로스를 세력 하에 두고 있던 프톨레마이오스는 이곳에서 지중해와 그리스에 세력을 확대하고 제4차 디아도코이 전쟁에서 우위를 얻으려고 시도했다. 프톨레마이오스와 대립하고 있던 안티고노스는 기원전 306년 이를 저지하고자 아들인 데메트리오스를 파견했다.

## 해전
프톨레마이오스는 동생 메넬라오스에게 60척을 주고, 적의 뒤를 찌르도록 살라미스로 출항시켰다. 반면 데메트리오스는 10척을 요격하도록 하고, 소수로도 충분히 지킬 수 있는 좁은 길에서 맞서게 했다. 그리고 자신은 수중에 180척의 함대와 육군으로 프톨레마이오스 함대의 본대에 총 공격을 해서 적들을 격파했다. 프톨레마이오스의 함대 중 퇴각할 수 있었던 것은 8척 뿐이었으며, 나머지는 나포되거나 침몰당했다. 데메트리오스 군이 얻은 전리품에는 여성과 프톨레마이오스의 군자금도 있었다.

## 이후
살라미스 해전 이후 메넬라오스는 저항을 계속했지만, 데메트리오스에게 패해 휘하의 보병 20,000명과 기병 2000기와 함께 사로잡혔다. 이렇게 데메트리오스는 프톨레마이오스의 세력 하에 있었던 키프로스를 점령했다. 그리고 이 승리 소식을 듣고 같은 해에 데메트리오스의 아버지 안티고노스는 아들을 공동통치자로 하여 마케도니아 왕을 칭했다. 이에 맞서 이듬 해에는 다른 디아도코이들도 왕을 칭하게 되었고, 디아도코이 전쟁은 새로운 국면에 들어갔다.

## 참고 문헌
- Billows, Richard A. (1990). 《Antigonos the One-Eyed and the Creation of the Hellenistic State》. 버클리와 로스앤젤레스, 캘리포니아: 켈리포니아 대학교 출판부. ISBN 0-520-20880-3.
- 디오도로스 시켈로스 (1954). 《비블리오테카 히스토리카, Volume X. Books 19.66-20》. Loeb Classical Library 390. 번역 Russel M. Geer. 캠브리지, 매사추세츠: 하버드 대학교 출판부. ISBN 978-0-674994294.